# Hercules Tornøe
David Hercules Tornøe, född 23 februari 1856 i Skånevik, död 24 januari 1907 i Kristiania, var en norsk kemist. 
Tornøe deltog i den av Henrik Mohn och Georg Ossian Sars ledda norska nordhavsexpeditionen 1877 och 1878. Han bearbetade det kemiska materialet från expeditionens tre färder i artiklarna Om Luften i Søvandet, Om Kulsyren i Søvandet och Om Saltholdigheden af Vandet i det norske Nordhav (Oslo 1880). Han blev realkandidat 1882, var assistent vid Bureau international des poids et mesures i Sèvres 1885–1886 och publicerade i den av nämnda byrå utgivna publikationen "Travaux et mémoires" Sur quelques analyses chimiques faites pour le Bureau (band 5) och Analyses de l'alliages des mètres et des kilogrammes prototypes samt Sur quelques analyses de verres (band 7, Paris 1886, 1890). 
Efter att ha studerat kemi i Leipzig och Göttingen 1886–1888 blev Tornøe universitetsstipendiat i kemi och 1899 docent i fysikalisk kemi. År 1900 blev han överkontrollör för malt- och brännvinstillverkningen i första distriktet. Åren 1893–1900 var han även amanuens vid Kristiania universitets fysiska institution. Från 1890 var han medlem av myntkontrollkommissionen och från 1903 av en av regeringen tillsatt kommitté för behandling av en rad frågor angående brännvins- och maltskatterna. 
Av Tornøes övriga arbeten kan nämnas hans förbättring av metoden för att fastställa extrakt- och alkoholhalten i öl, och han konstruerade i detta syfte ett nytt instrument, som vann stor användning i både Norge och Tyskland. Om denna metod skrev han flera artiklar, varav kan nämnas Spektrometrisk Ølanalyse ved Hjælp af Differentialprisme efter Hallwachs (Kristiania 1895) och med tillhörande tabeller (Leipzig 1896).